# Krzeszów (województwo małopolskie)

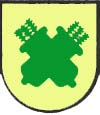
Nieoficjalny herb wsi Krzeszów

Krzeszów – wieś w Polsce położona w województwie małopolskim, w powiecie suskim, w gminie Stryszawa. Pod koniec 2010 we wsi zamieszkiwało 1639 osób.

## Położenie
Krzeszów znajduje się w odległości 13 km na zachód od Suchej Beskidzkiej. Pola i zabudowania rozłożone są na wysokości 420–580 m n.p.m. w dolinie na lewym brzegu Lachówki, jej dopływu, potoku Ustrzyzna, oraz na południowych zboczach wzniesień Beskidu Małego.

## Historia
Krzeszów jest obok Mucharza, Zembrzyc, Śleszowic i Suchej jedną z najstarszych wsi w górskim dorzeczu Skawy. Został założony przez Żegotę z Bieńkowice po 1333. W 1340 liczba mieszkańców Krzeszowa wynosiła około 150 osób. Pierwsza pisemna wzmianka pochodzi z 1355, kiedy wzmiankowano parafię Cressow. Jest jednak bardzo prawdopodobne, że krzeszowska parafia została erygowana już wcześniej. Później wzmiankowane wieś również jako Crzeschow/Crzeszow (1376), Krzeszaw (1394) czy Krzessow (1498).
Po przywędrowaniu Wałachów wieś była siedzibą wajdów (wojewodów wołoskich).
W 1595 roku wieś położona w powiecie śląskim województwa krakowskiego była własnością kasztelana sądeckiego Krzysztofa Komorowskiego.
W okresie przedrozbiorowym Krzeszów był znanym na całą Polskę ośrodkiem produkcji gontów, którymi pokrywano dachy.
Podczas II wojny światowej miejscowość została włączona w granice III Rzeszy.
W latach 1954–1972 wieś należała i była siedzibą władz gromady Krzeszów. W latach 1975–1998 Krzeszów administracyjnie należał do województwa bielskiego.

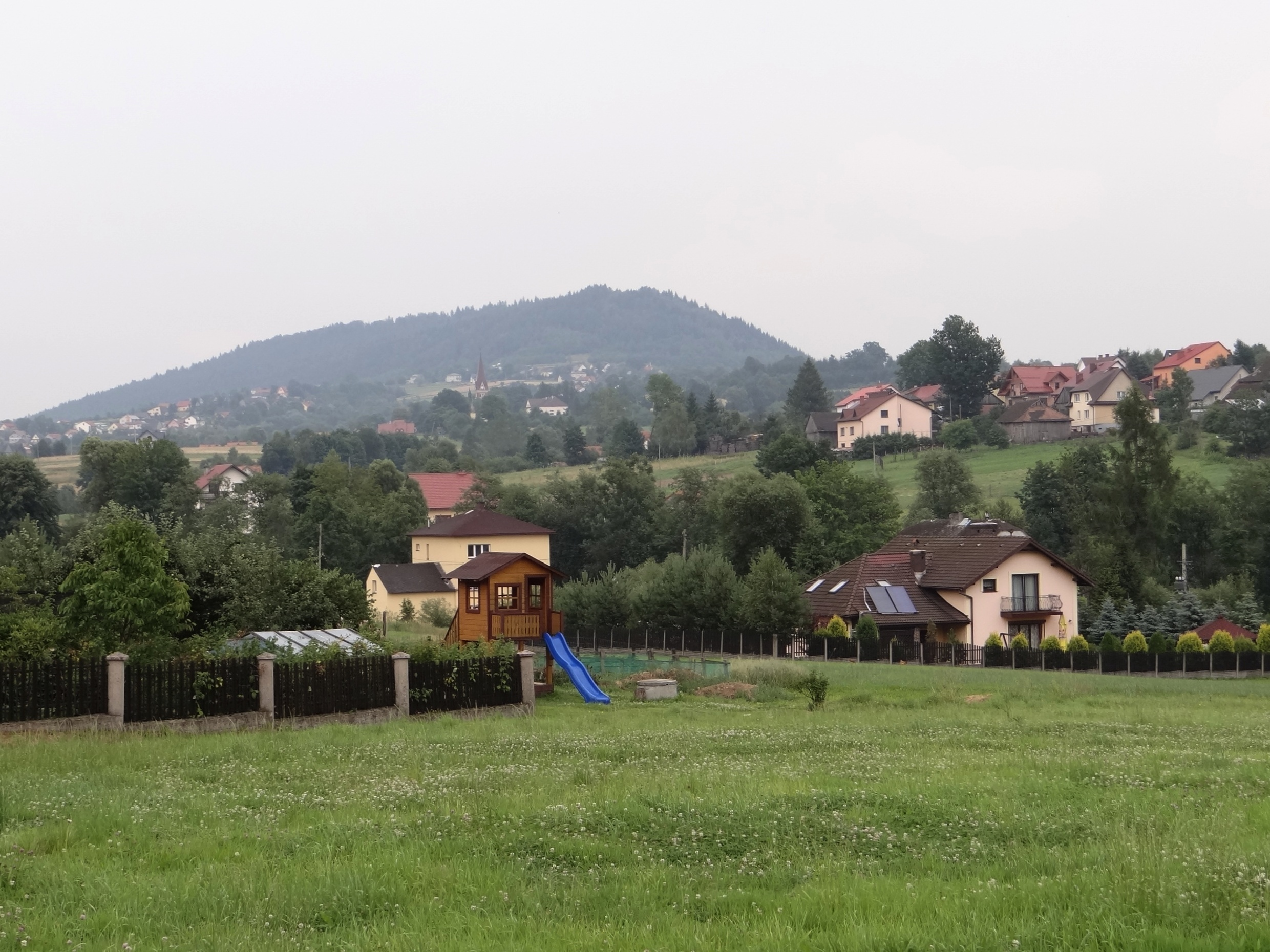
Widok ogólny
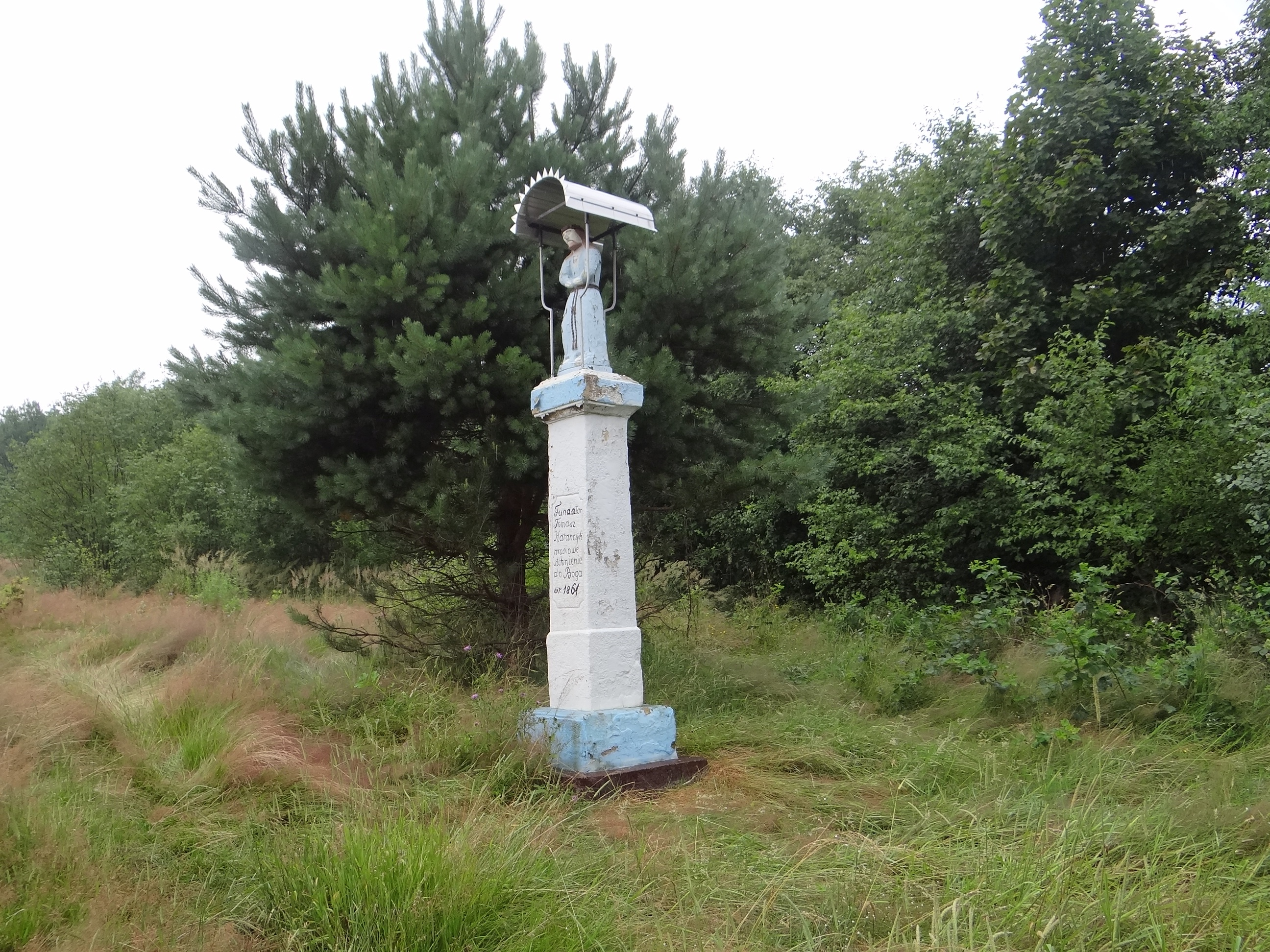
Jedna z figurek